# Golpe de Estado en Chad de 1990
El golpe de estado en Chad de 1990 tuvo lugar el 3 de diciembre de 1990 cuando las fuerzas del Movimiento de Salvación Patriótica (MPS, por sus siglas en francés), un grupo rebelde respaldado por Libia y bajo el liderazgo del general Idriss Déby, entraron sin oposición en la capital chadiana, Yamena. Las tropas del MPS ingresaron en Chad cruzando la frontera con Sudán tres semanas antes.

## Antecedentes
Anteriormente, el 2 de diciembre de 1990, el presidente pro occidental Hissène Habré (que gobernó el país desde 1982), según los informes, huyó al vecino Camerún con su familia, su gabinete y sus principales ayudantes cuando su ejército, las Fuerzas Armadas Nacionales de Chad (FANT), colapsó.

## Posición francesa
Aunque Francia apoyó repetidamente al gobierno de Habré contra las rebeliones locales y los ataques libios en la década de 1980, el gobierno francés dio instrucciones a los 1.300 soldados franceses estacionados en Chad para que no intervinieran en lo que describió como un conflicto interno, con el ministro de Relaciones Exteriores francés Roland Dumas diciendo en una aparente referencia a la profunda participación tradicional de Francia en Françafrique, sus antiguas colonias en África:

Han pasado los tiempos en que Francia elegía gobiernos, cambiaba de regímenes y mantenía otros cuando así lo deseaba [en África].

Dumas dijo que unos 300 soldados franceses adicionales fueron enviados a Chad en los últimos días solo para proteger a los ciudadanos franceses y mantener el orden. Las tropas francesas y del MPS comenzaron inmediatamente a desarmar a los civiles y restablecer el orden después de que los disturbios y los saqueos arrasaron Yamena después del colapso del gobierno de Habré.